# Sopubia lejolyana
Sopubia lejolyana är en snyltrotsväxtart som beskrevs av Mielcarek. Sopubia lejolyana ingår i släktet Sopubia och familjen snyltrotsväxter. Inga underarter finns listade i Catalogue of Life.